# Dóra Lupkovics
Dóra Lupkovics (Szeged, 30 de enero de 1993) es una deportista húngara que compite en esgrima, especialista en la modalidad de florete. Ganó una medalla de bronce en el Campeonato Europeo de Esgrima de 2024, en la prueba por equipos.

## Palmarés internacional
| Campeonato Europeo | Campeonato Europeo | Campeonato Europeo | Campeonato Europeo  |
| Año                | Lugar              | Medalla            | Prueba              |
| ------------------ | ------------------ | ------------------ | ------------------- |
| 2024               | Basilea (Suiza)    | Medalla de bronce  | Florete por equipos |